# چیهارو ساواشیرو
چیهارو ساواشیرو (انگلیسی: Chiharu Sawashiro؛ زادهٔ ۲۰ دسامبر ۱۹۸۷) بازیگر، و صداپیشگی در ژاپن اهل ژاپن است. وی از سال ۲۰۱۳ میلادی تاکنون مشغول فعالیت بوده‌است.